# Елляй
Елля́й (справжні прізвище, ім'я та по батькові — Кулачиков Серафим Романович; якут. Эллэй; нар. 29 листопада 1904, Нижньоамгінський насліг — пом. 14 грудня 1976, Якутськ) — якутський радянський поет і перекладач; член Спілки письменників СРСР з 1938 року.

## Біографія
Народився 29 листопада 1904 року в Нижньоамгінському наслізі (тепер Таттинський улус, Республіка Саха, РФ). Протягом 1920—1921 років працював секретарем волосного і наслежного ревкомів. У 1924 році закінчив Якутський педтехнікум і працював там викладачем. 1928 року закінчив Державний інститут журналістики у Москві.
Після закінчення інституту працював в редакціях газет «Хотугу иччат», «Автономна Якутія», «Киим», «Соціалістична Якутія», журналів «Чолбон», «Киhил иллик», «Хотугу сулус» і «Полярна зірка». Протягом 1936—1939 років завідував відділом фольклору Інституту мови, літератури та історії. З 1939 по 1942 рік і з 1946 по 1948 рік був головою Правління Спілки письменників Якутії.
У 1942—1944 брав участь у німецько-радянській війні, воював на Старій Руссі, був командиром мінометного відділення. В 1944 році демобілізований після важкого поранення. Член ВКП(б) з 1946 року.
У 1955 році обраний депутатом Верховної Ради Якутської АРСР 4-го скликання. Обирався членом Якутського обкому КПРС, делегатом Всесоюзних і Всеросійських з'їздів письменників, членом Правління Спілки письменників СРСР.
Помер в Якутську 14 грудня 1976 року. Похований в Якутську на Маганській горі.

## Творчість
Дебютував у 1924 році як перекладач російських революційних пісень. Автор збірок лірики:
- «Кыһыл хоһоон» («Червоні пісні», 1925);
- «Күɵгэйэр күннэрбэр» («В дні квітучої молодості», 1929);
- «Саҥа ырыалар» («Нові пісні», 1932);
- «Дьоллоох олох» («Щасливе життя», 1938);
- «Айан уоттара» («Дорожні вогні», 1941);
- «Күн сирин кɵмүскэлигэр» («На захист сонячної країни», 1943);
- «Үɵрүү» («Радість», 1946);
- «Кыайыы ырыалара» («Пісні перемоги», 1950; у збірці присвятив поему «Прометей» Миколі Чернишевському);
- «Хоhооннор, поэмалар» («Вірші і поеми», 1954; у поемі «Норуот доҕоро» /«Друг народу» змалював образ Павла Грабовського, який відбував заслання в Якутії);
- «Айар үлэҕэ айхал» («Слава творчій праці», 1959);
- «Киhи — киhиэхэ» («Людина — людині», 1962; у збірці розмістив вірш «Тарас Шевченко»);
- «Талыллыбыт айымньылар» («Вибране», у 2-х томах, 1964—1965);
- «Умуллубат уот» («Непогасний вогонь», 1969);
- «Догор сурэҕэ» («Серце друга», 1973).

Автор поеми «Щастя якута» (1947). Разом із Г. Тарським написав есе «Марко Вовчок туhунан» («Про Марка Вовчка», 1969).
За мотивами народної творчості створив поему-казку для дітей «Чурум-Чурумчуку» (1939, російський переклад 1946). Для дітей написав також поеми «Туйара» (1960) і «Відважні серця» («Хорсун сүрехтер», 1967).
Переклав низку творів Олександра Пушкіна («Мідний вершник»), Володимира Маяковського («Володимир Ілліч Ленін»), Миколи Тихонова та інших. Також переклав баладу «Тополя» і поему «Сова» Тараса Шевченка, вірші «Наймит», «Веснянка», «Гімн. Замість пролога» Івана Франка, окремі твори Павла Грабовського і Лесі Українки.
Автор статей:
- «Подготовка к шевченковским дням» («Социалистическая Якутия», 28 лютого 1939);
- «Наша гордость» («Социалистическая Якутия», 8 березня 1964).

У 1974 році брав участь у Днях якутської літератури в Харківські області.

## Відзнаки
- Нагороджений:
  - орденами Жовтневої Революції, Трудового Червоного Прапора, Дружби народів, «Знак Пошани», Червоної Зірки, Червоного Прапора;
  - медаллю «За перемогу над Німеччиною»[2];
- Народний поет Якутської АРСР з 1964 року.
- Премія Ленінського комсомолу Якутії[1].

## Пам'ять
Його ім'ям названі:
- вулиця в місті Якутську;
- Чичимахська середня школа Таттинского улусу[1].